# W35
Pour les articles homonymes, voir W35 (homonymie).
La W35 est une ogive thermonucléaire américaine expérimentale. Pendant la période d'essais, elle était désignée par « XW35 ». Elle devait être transportée par la première génération d'ICBM américains, mais son développement a connu un retard important, ce qui a mené à son abandon.

## Description
Le développement de la XW35 dépendait de celui des missiles Atlas. Lorsqu'il fut démontré que la précision de ce missile était moindre que celle prévue, la puissance explosive de la XW35 a été augmentée.
En mars 1958, le programme XW35-X1 avait pris du retard. C'est probablement cette version qui a été testée lors du tir Koa pendant les essais de l'opération Hardtack I en mai 1958. La puissance prévue était de 1,75 mégatonne, alors que la puissance dégagée était de 1,37 mégatonne. Cette différence était probablement causée par une mauvaise fusion nucléaire de l'étage secondaire. 
À cette époque, l'US Air Force penche en faveur de la XW49, une version améliorée de la TX-28 qui a fait ses preuves pendant les essais de l'opération Redwing. En août 1958, les essais de la XW35 sont annulés, elle est remplacée par la W49.

## Sources
- Chuck Hansen, Swords of Armageddon, Sunnyvale, CA, Chucklea Publications, 1995.